# Anectothemis
Genre
Anectothemis est un genre de la famille des Libellulidae appartenant au sous-ordre des anisoptères dans l'ordre des odonates. Il ne comprend qu'une seule espèce : Anectothemis apicalis.

## Espèce du genreAnectothemis
- Anectothemis apicalis Fraser, 1954[1]